# (7429) Hoshikawa
(7429) Hoshikawa (1992 YB1) – planetoida z pasa głównego asteroid okrążająca Słońce w ciągu 4,84 lat w średniej odległości 2,86 j.a. Odkryta 24 grudnia 1992 roku.